# Contactos (álbum)
Contactos es el noveno álbum solista del músico argentino David Lebón, publicado en 1989 por Del Cielito Records.
Fue grabado y mezclado en el Estudio Del Cielito entre mayo y julio de 1989, y fue editado en plena crisis hiperinflacionaria en la Argentina. El álbum marca el regreso de Lebón a un sello independiente, tras tres discos en la multinacional CBS.
Sobre el origen del título, el músico explicó: «Si quieren saber, para mí "Contacto" significa un encuentro personal entre mente, cuerpo y alma, para así lograr un equilibrio que mejore mi relación con el mundo, las personas y mi creador».
«Todos estos años grabé muchos discos y tuve experiencias con el público de muy alto nivel. También discos en momentos difíciles, como El tiempo es veloz en plena Guerra de las Malvinas. Ahora también es difícil, siento la presión y las dificultades de crear", expresó Lebón sobre el momento que se vivía en la Argentina en 1989.
Y agregó: «Gracias a mi fuerza y a la gente que trabajó en este proyecto, logramos el disco esperado. Volver a trabajar con Gustavo Gauvry es un desafío de grandes y me da la certeza de que estar abiertos y disponibles es la base para lograr buenas cosas, porque en la vida nunca se sabe cuando nos volveremos a ver».
El corte de difusión fue "Dejá de jugar". La canción "Yo te voy a dar" fue grabada por Juan Carlos Baglietto en su álbum Mami, con otra letra y titulada "Sólo una respuesta".

## Lista de canciones
Todas las canciones escritas y compuestas por David Lebón. 
| Lado A |                          |          |  |
| N.º    | Título                   | Duración |  |
| 1.     | «Dejar ir»               | 04:24    |  |
| 2.     | «Yo te voy a dar»        | 04:00    |  |
| 3.     | «Dejá de jugar»          | 04:47    |  |
| 4.     | «Sé lo que buscás»       | 04:45    |  |
| 5.     | «Prácticamente un blues» | 03:31    |  |
| 21:27  |                          |          |  |

| Lado B |                          |          |  |
| N.º    | Título                   | Duración |  |
| 6.     | «No te excedas»          | 04:14    |  |
| 7.     | «Y yo tirado ahí»        | 04:07    |  |
| 8.     | «Para siempre voy a ver» | 05:44    |  |
| 9.     | «Temor al placer»        | 06:33    |  |
| 20:38  |                          |          |  |

## Músicos
- David Lebón - voz y guitarra.
- Mario Parmisano - teclados.
- Daniel Sais - teclados.
- Andrea Álvarez - percusión.
- Cristian Judurcha - batería.
- Pablo Santos - bajo.
- Manuel Miranda - saxo.

## Ficha técnica
- Producción artística: Gustavo Gauvry y David Lebón.
- Dirección musical: David Lebón y Mario Parmisano.
- Técnico de grabación: Mariano López.
- Técnico de mezcla: Gustavo Gauvry.
- Asistentes de grabación: Adrián y Hugo Rivarola.
- Asistentes de grupo: Juan Maggi, Lionel, Luis.
- Arte de tapa: Claudio Ponieman.
- Fotografía: Andrea Cherniavsky y Gabriel Roca.
- Demos del LP: Peter Baleani (Estudio TMA)